# دیوید ورث (فیلمبردار)
دیوید ورث (به انگلیسی: David Worth) فیلم‌بردار و کارگردان فیلم آمریکایی است.  وی به عنوان فیلمبردار در بیش از بیست فیلم ، از جمله رینگ خونین ، از هر راهی که می‌توانی و برانکو بیلی حضور داشته است. وی فیلم کیک‌بوکسور (فیلم ۱۹۸۹) را به همراه مارک دیسال کارگردانی کرد.

## گزیده آثار کارگردانی
- طفلکی ادی خوش‌تیپ (۱۹۷۵)
- ضربه سخت (۱۹۷۹)
- جنگجوی جهان گمشده (۱۹۸۳)
- انتقام سربازها (۱۹۸۶)
- کیک‌بوکسور (۱۹۸۹)
- بانوی اژدها (۱۹۹۲)
- بانوی اژها ۲ (۱۹۹۳)
- انتقام واقعی (۱۹۹۷)
- حمله کوسه ۲ (۲۰۰۰)
- حمله کوسه ۳ (۲۰۰۲)
- مشت‌های خشم (۲۰۰۶)
- خانه‌ای در انتهای جاده (۲۰۱۴)